# Antonín Mrkos
Antonín Mrkos (né le 27 janvier 1918 à Střemchoví, en République tchèque, et mort le 29 mai 1996 à Prague) est un astronome tchèque.

## Biographie
Antonín Mrkos passa dix-huit mois en Antarctique dans le cadre d'une expédition soviétique dans les années 1950, étudiant entre autres les aurores.
Il a travaillé à l'observatoire Skalnaté pleso.
Il découvre ou codécouvre les comètes périodiques 18D/Perrine-Mrkos, 45P/Honda-Mrkos-Pajdušáková, 124P/Mrkos et 143P/Kowal-Mrkos. Il découvrit également la brillante comète non périodique C/1957 P1 (Mrkos) (de) (ou, dans la nomenclature de l'époque, 1957d).
D'après le Centre des planètes mineures, il a découvert 274 astéroïdes entre 1977 et 1991, dont l'astéroïde Amor (5797) Bivoj et l'astéroïde troyen de Jupiter (3451) Mentor.
L'astéroïde (1832) Mrkos est nommé en son honneur.
Antonín Mrkos est marié pendant 12 ans (du 9 avril 1949 jusqu'en 1961) avec sa collègue et codécouvreuse de comètes Ľudmila Pajdušáková. Le couple a un fils, Ivan, né en 1953.